# Parafia Podwyższenia Krzyża Świętego w Kuczkowie
Parafia Podwyższenia Krzyża Świętego w Kuczkowie – parafia rzymskokatolicka, znajdująca się w diecezji kieleckiej, w dekanacie koniecpolskim.